# بيترو فوزسكاني
بيتروفوزسكاني (ولد في ليفورنو عام 1816؛ وتوفى في 1 مارس عام 1891 بالإسكندرية، مصر)، كان مهندساً معمارياً إيطالي. وقد هاجر للإسكندرية عام 1837م.

## من أعماله
1. قصر الجبار، 1846-1848
2. قصر رأس التين ، 1847
3. قصر العباسية وقصر الحلمية، 1849
4. قصر الجزيرة وقصر شبرا، 1860-1861
5. مسرح الأوبرا، 1869
6. السوق الدولي لميناء البصل، 1871
7. مسرح زيزنيا